# 七重奏曲 (ベートーヴェン)
七重奏曲（しちじゅうそうきょく）変ホ長調 作品20 は、ルートヴィヒ・ヴァン・ベートーヴェンが作曲した、7つの楽器による室内楽曲である。作曲者によるピアノ三重奏曲への編曲版も存在する（後述）。

## 概要
ベートーヴェン初期の傑作で、明るい旋律と堂々としたリズムをもち、作品が公開された当初から広く親しまれたとされ、初版が出版される前から海賊版が出回っていたとも言われている。作曲されたのは1799年から1800年にかけてで、同時期に作曲されたものに交響曲第1番などがある。ベートーヴェンの作曲人生の中では古典派音楽の勉強と自らの独自性を模索する時期といえる。モーツァルトのディヴェルティメントのように、娯楽的でサロン向けの音楽として書かれているが、旋律やリズム、構成の面などでその後のベートーヴェンらしい作品の登場を予感させる部分も随所に見られる。第5楽章のスケルツォはそのひとつである。
しかし、この作品の人気とは裏腹に当のベートーヴェンは、いつまでもこの作品がもてはやされ続けるのを拒んだと言われており、「あの七重奏曲のベートーヴェンさん」と形容されるたびに不快感を示したといわれる。これはベートーヴェンにとって、この作品が大衆迎合の域を出ておらず、自分の追い求める音楽とは違っているということの意思の現れであるといえる。
シュポーアやフンメルなど、古典派から初期ロマン派の作曲家にこの編成は多いが、ブランやブルッフのようにロマン中期の作曲家にも同編成での作品がある。
シューベルトはこの作品に影響されて八重奏曲を書いたとされる。八重奏曲の楽器編成はベートーヴェンの七重奏曲にもう一本ヴァイオリンを増やしたものになっている。
砂川しげひさは「ベートーヴェンが30歳で死んだとしても、ずっと後世に残り続ける曲」と評する一方で、「これを聴きながら食事をしていた貴族は七転八倒していたであろう」とも述べている。

## 楽器編成
クラリネット（B♭管）、ファゴット、ホルン、ヴァイオリン、ヴィオラ、チェロ、コントラバス

## 曲の構成
全6楽章、演奏時間は（第2楽章を除き全て反復あり、それらを含め）40分から45分程度。
- 第1楽章 アダージョ - アレグロ・コン・ブリオ
変ホ長調、4分の4拍子、ソナタ形式。
序奏のあと、ヴァイオリンが堂々とした主題を奏でる。
- 第2楽章 アダージョ・カンタービレ
変イ長調、8分の9拍子。
いわゆる緩徐楽章。クラリネットが美しいメロディを奏でる。

- 第3楽章 テンポ・ディ・メヌエット - トリオ
変ホ長調、4分の3拍子。
メヌエット。主部で弦楽器の奏でる旋律はピアノソナタ第20番の第2楽章からの転用[1]。トリオでは管楽器が活躍する。
- 第4楽章 主題と変奏：アンダンテ
変ロ長調、4分の2拍子、変奏曲形式。
変奏に用いられる主題は民謡からの引用とされる。
- 第5楽章 スケルツォ：アレグロ・モルト・エ・ヴィヴァーチェ - トリオ
変ホ長調、4分の3拍子。
スケルツォ。ホルンの分散和音とヴァイオリンの応答で始まる軽やかなスケルツォとチェロが流麗な旋律を奏でるトリオからなる。
- 第6楽章 アンダンテ・コン・モート・アッラ・マルチャ - プレスト
変ホ短調 - 変ホ長調、4分の4拍子、ソナタ形式。
厳粛な序奏から始まる。序奏の後、チェロの伴奏に乗ってヴァイオリンが堂々とした第1主題を奏でる。第5楽章で見られたホルンの分散和音がリズムを変えて再現されたあと、ヴァイオリンとチェロが流れるような第2主題を奏でる。展開部の終わりでは協奏曲で見られるようなヴァイオリンのカデンツァ風ソロがある。再現部で各主題が再現され、最後は第1主題が帰ってきてベートーヴェンらしく、明るく堂々と曲を閉じる。

## ピアノ三重奏曲版
ピアノ三重奏曲 変ホ長調 作品38は、七重奏曲作品20のベートーヴェン自身による編曲で、1805年に出版された。楽器編成はクラリネット（またはヴァイオリン）、チェロ、およびピアノである。